# Limatula strangei
Limatula strangei is een tweekleppigensoort uit de familie van de Limidae. De wetenschappelijke naam van de soort werd in 1872 voor het eerst geldig gepubliceerd door George Brettingham Sowerby II.